# Chase Carey
Chase Carey (Dublín, 22 de noviembre de 1953) es un ejecutivo estadounidense nacido en Irlanda. Es el presidente y director general de Operaciones de News Corporation, un importante conglomerado de medios de comunicación internacional y que desde 2016 desempeña el control de las principales acciones de la Fórmula 1.

## Educación
Carey obtuvo su licenciatura en la Universidad de Colgate y un MBA de Harvard. Fue miembro del Club de Rugby de Harvard Business School.
Mientras asistía a Colgate se unió a la fraternidad Delta Upsilon y fue miembro de la Universidad de Rugby Football Club Colgate. Hoy en día, Carey es un Fideicomisario Emérito de la Universidad de Colgate.

## Experiencia laboral

### Inicios en la Fox
Carey comenzó en 1988 a trabajar en la Fox, empresa parte de News Corp. En los años 90 fue nombrado director general de Operaciones de la Fox, y director general de Fox Broadcasting Company. Durante este tiempo, colaboró en el lanzamiento de Fox Sports y Fox News. Posteriormente, fue designado codirector de Operaciones de News Corporation, junto con Peter Chernin.

### DirecTV
Durante el tiempo en que Carey estuvo trabajando para News Corp, la compañía obtuvo una participación mayoritaria en Hughes Electronics, que en ese momento poseía DirecTV, un proveedor de TV vía satélite. Carey entró en la Junta Directiva de DirecTV y en 2003 fue elegido como CEO de DirecTV.
En DirecTV Carey tenía planes para conseguir 1 millón de nuevos abonados al año, objetivo que consiguió tras seis años en la compañía. Además, consiguió que la empresa volviera a la rentabilidad.
En 2006, News Corporation vendió su participación de control en DirecTV a Liberty Media, a cambio de acciones de News Corp.

### Regreso a News Corp.
En junio de 2009 se anunció que Carey se iría de DirecTV y volvería a News Corp. Asumió los cargos de Presidente y Director de Operaciones que se habían dejado vacantes por Chernin. En agosto de 2011, Rupert Murdoch designó a Carey como su sucesor como presidente ejecutivo de News Corp. Puesto que fue asumido antes de que el hijo de Murdoch, James, le sucedería.

### Fórmula 1
En septiembre de 2016, con la compra de Liberty Media de la participación de CVC en la Fórmula 1, pasa a ser el nuevo presidente de la categoría reina del motor. Además, una de sus nuevas políticas para volver a este deporte el «N°1», ha iniciado a colocar ciertas modificaciones con respecto a la era "Ecclestone". En el GP de Hungría 2017, usó el famoso meme de Fernando Alonso durante las entrevistas a los pilotos en el podio. Carey, junto con Ross Brawn, y Sean Bratches, se han visto envueltos en la polémica luego de la confirmación del Halo por parte de la FIA para la temporada 2018 de Fórmula 1.